# Judá bar Ilai
Judá bar Ilai (en hebreo: יהודה אלעאי),también conocido como Yehuda bar Ma'arava (יהודה é מערבא,lit. "Judá del Oeste") y rabino Judá, fue un rabino del siglo II (cuarta generación de tanaim). De los muchos Judá en el Talmud, él es el que se conoce simplemente como "Rabbi Judá" y es el sabio más mencionado en la Mishná.

## Biografía
Judá bar Ilai nació en Usha en la Galilea. Sus maestros fueron su padre Rabino Ilai I (él mismo un alumno de Eliezer b. Hyrcanus), rabino Akiba, y rabino Tarfon. Estudió con Tarfon en la juventud temprana, y estaba tan estrechamente asociado con R. Tarfon que incluso realizó servicios menéales para él.
Fue ordenado por el rabino Judá ben Baba en un momento en que el gobierno romano prohibió la ordenación. Judá bar Ilai se vio obligado a huir de la persecución de Adriano.
Casi al comienzo de la persecución de Adriano, Judá bar Ilai se vio obligado a huir de Usha y ocultarse; y a menudo relató episodios de los "tiempos de peligro". Cuando, después de la revocación de los edictos de persecución de Adriano, los alumnos de Akiba celebraron sus reuniones y consejos en Usha, Judá recibió el derecho de expresar su opinión ante todos los demás, siendo así "Rosh ha-Medabbebrim" (líder entre los oradores), sobre la base de que él era la mejor autoridad sobre las tradiciones. Estaba íntimamente asociado con el patriarca Shimon ben Gamaliel II, en cuya casa se dice que se le ha confiado la decisión en asuntos relacionados con la ley religiosa. También fue capaz de ganarse la confianza de los romanos por sus elogios de sus tendencias civilizadoras como se muestra en su construcción de puentes, carreteras y mercados.
a piedad personal de Judá era más rígida; y observó muchas de las prácticas de los áasidim y los Essenes. No bebía vino excepto en los días en que la Ley exigía, y prefería comer sólo alimentos vegetales. El viernes, después de haberse bañado y vestido de blanco para prepararse para el día de reposo, parecía a sus alumnos un ángel. Según una regla de interpretación posterior, Judá b. Ilai está destinado en todos los pasajes que leen: "Una vez le pasó a un hombre piadoso". Era naturalmente apasionado e irascible, pero tal era su autocontrol que parecía al revés. Por lo tanto, una vez mostró una suavidad excepcional cuando tuvo la oportunidad de reconciliar a una pareja casada. El estudio de la Ley fue su principal y más querido ocupación; y lamentó el hecho de que tal devoción ya no estaba amplia como en tiempos pasados. Sin embargo, su interés en las alegrías y las penas de sus semejantes era aún más agudo. Cada vez que pasaba un funeral o una procesión de bodas, interrumpía su estudio para unirse a él.
Judá vivía en la mayor pobreza. Su esposa hizo con sus propias manos una capa que les servía a ambos a su vez: la esposa cuando ella iba al mercado; el marido en su camino a la universidad. Sin embargo, declinó toda ayuda, ya que se había acostumbrado al modo de vida más simple, y en principio deseaba no tener placer en este mundo.

### Tumba
Judá vivió hasta una vejez madura, sobreviviendo a sus maestros y a todos sus colegas. Entre sus discípulos que le pagaron los últimos honores estaba Yehudah Hanasí.
Su tumba fue mostrada en Ein Zeitim junto a la tumba de su padre.
Abdías de Bartenura, después de visitar su tumba, escribió en 1495:
"Tan lejos de Safed como uno puede caminar en un día de reposo es la tumba del maestro talmúdico Rabino Judá bar Ilai; y hay un pequeño pueblo llamado Ein Zeitim. En la tumba hay una hermosa tumba en la que se encienden las velas..."
El peregrino italiano Moisés Bassola (1523) escribió:
"Dicen que una vez una mujer musulmana subió al árbol de la tumba para recoger las almendras, sobre las cuales las otras mujeres le dijeron que primero pidiera el permiso de la santa. Pero ella los duchó con maldiciones. Se cayó del árbol, rompiéndose todas sus extremidades. Luego prometió los brazaletes de oro en sus manos a la santa, comprando olivos con ellos. Posteriormente otros hicieron promesas también, y en la actualidad él [el santo] tiene cuatrocientos olivos. Este episodio de la mujer tuvo lugar hace unos sesenta años".

## Enseñanza

### Halacha
Judá a menudo enseña la Mishnah de Eliezer, que había recibido de su padre. Con frecuencia explica el halakhot tradicional por particularizaciones introducidas por las frases "Ematai?" (¿Cuándo se aplica esta declaración?") y "Bameh debarim amurim?" "¿En qué sentido se dijo esto?"). Sin embargo, sus enseñanzas más frecuentes son las doctrinas de su maestro Akiba. Su propio halakhot se dirige en forma de midrash, porque en su opinión, mishnah y midrash son idénticos. Aquellos que se dedican solo a la "mishnah" (es decir, a la halakhah estereotipada sin su base bíblica, él llama "enemigos"; pero aquellos que dirigen su atención a las Escrituras son "hermanos". Sin embargo, solo ellos interpretan o exponen la Biblia quienes reciben este último nombre; porque el que hace una traducción literal de un versículo de la Escritura es un "mentiroso", y el que le añade un "blasfemo".
En su interpretación bíblica y en la deducción de los requisitos legales de la misma, Judá se adhiere estrictamente al método de su maestro Akiba, cuyas reglas de exégesis adopta. Es así que explica una palabra aparentemente superflua, y emplea las reglas de "al tiḳri" y "noṭariḳon". Sin embargo, interpreta también de acuerdo con el halakah más antiguo en los casos en que deduce una definición de la redacción literal de un pasaje, y basa su explicación estrictamente en su significado obvio, "debarim ki-ketavan". La mayor parte de la Sifra debe ser atribuido a Judá, casi todas las declaraciones anónimas en ella siendo suya, "Setam Sifra R. Yehudah". De sus principios exegéticos solo hay que señalar uno: "En las Sagradas Escrituras ciertas frases que bordean la blasfemia han sido alteradas".

### Aggadah
Se han preservado muchas declaraciones aggádicas y tradiciones de Judá. Sus tradiciones con respecto al Templo de Jerusalén son muy numerosas; y el interés especial se atribuye a sus relatos del origen del Templo de Leontópolis y de la Septuaginta, así como a su descripción de la sinagoga de Alejandría y de las condiciones e instituciones de la antigüedad.
Su alta concepción del llamamiento y la responsabilidad de un maestro de la Ley, así como su leve juicio de la multitud, se expresó en su interpretación de Isaías 58:1: "Muestra a mi pueblo su transgresión", es decir, los maestros de la Ley, de cuyos errores surge la iniquidad —"y la casa de Jacob sus pecados"— es decir, el ignorante, cuya iniquidad es solo un error.
Muchas de las máximas y proverbios de Judá también se han preservado; incluyen:
- "Grande es la entrega de la caridad, ya que se acerca al [día de] redención."[33]
- "Grande es el trabajo, ya que mejora el lote del hombre"[10]
- "El que no enseña a su hijo un oficio, es como si le hubiera enseñado el bandido"[34]
- "El mejor camino se encuentra a mitad de camino"[35]